# Molophilus basispina
Molophilus basispina là một loài ruồi trong họ Limoniidae. Chúng phân bố ở miền Australasia.